# حذافة تخزين الطاقة

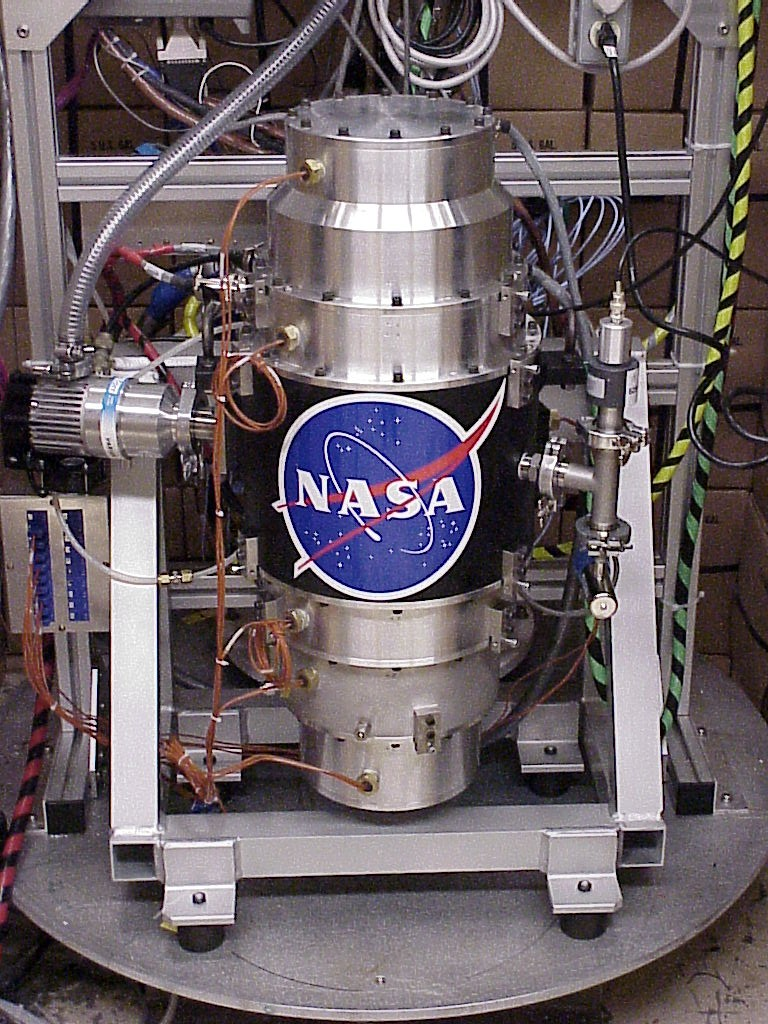
حدافة من نوع جي 2 لناسا

تعمل حذافة تخزين الطاقة (بالإنجليزية: Flywheel energy storage واختصارًا: FES) من خلال تسريع العضو الدوار إلى سرعة عالية جدًا والحفاظ على الطاقة في النظام كطاقة دورانية، وعندما يتم استخراج الطاقة من النظام؛ تقل سرعة دوران حذافة الموازنة كنتيجة لمبدأ حفظ الطاقة، وتؤدي إضافة الطاقة إلى النظام بنسبة معينة إلى زيادة سرعة الحذافة . تستخدم معظم أنظمة حذافات تخزين الطاقة الكهرباء لتسريع وتخفيف سرعة الحذافة، ولكن يجري تطوير أجهزة تستخدم الطاقة الميكانيكية مباشرة.
تحتوي أنظمة (إف إيه إس) المتقدمة على عضو دوار مصنوع من مركبات ألياف كربون عالية القوة، معلقة بواسطة محامل مغناطيسية، وتدور بسرعات تتراوح من (20000 – 50000) دورة في الدقيقة في حاوية فراغية. يمكن لهذه الحذافات أن تصل إلى هذه السرعة في غضون دقائق، وتصل لسعة طاقتها بسرعة أكبر بكثير من بعض أشكال تخزين الطاقة الأخرى.

## المكونات الرئيسية
يتكون النظام النموذجي من حذافة مدعومة بمحامل دحرجة متصلة بمحرك أو مولد لتدويرها في البداية، بعد ذلك تختزن الحدافة الطاقة الحركية، وأما المولد فهو يعمل بين حين وآخر لتعويض فاقد الحركة بسبب الاحتكاك. وقد يتم وضع الحدافة مع المولد أو المحرك في غرفة فراغية لتقليل الاحتكاك وتقليل الفقد في الطاقة.
تستخدم أنظمة الجيل الأول من حذافة تخزين الطاقة (إف إيه إس) حذافة فولاذية كبيرة تدور على محامل ميكانيكية . وتستخدم الأنظمة الأحدث عضو دوّار مصنوع من ألياف الكربون ذو قوة شد أعلى من الفولاذ ويمكنها تخزين المزيد من الطاقة لنفس الكتلة، وتُستخدم المحامل المغناطيسية أحيانًا بدلاً من المحامل الميكانيكية لتقليل الاحتكاك.

### استخدامات مستقبلية محتملة للمحامل فائقة التوصيل
أدت تكلفة التبريد العالية إلى التنحية المبكرة لفكرة الموصلات الفائقة في درجات الحرارة المنخفضة لاستخدامها في المحامل المغناطيسية، ومع ذلك، قد تكون محامل الموصلات الفائقة في درجات الحرارة المرتفعة اقتصادية ويمكن أن تزيد من مدة تخزين الطاقة، لكن من المرجح أن تُستخدم الأنظمة الحاملة الهجينة أولًا.
واجهت محامل الموصلات الفائقة في درجات الحرارة العالية تاريخيًا مشاكل في توفير قوى الرفع اللازمة للتصاميم الأكبر، ولكنها يمكن أن توفر بسهولة قوة تثبيت. لذلك يدعم المغناطيس الدائم في المحامل الهجينة الحِمل، وتُستخدم الموصلات الفائقة في درجات الحرارة العالية لتحقيق استقرار النظام. السبب في أن الموصلات الفائقة يمكن أن تعمل بشكل جيد لتثبيت الحمل هو أنها مغانط معاكسة مثالية، وإذا حاول العضو الدوار الانجراف بعيدًا عن المركز، فستعيده قوة بسبب ظاهرة تثبيت التدفق المغناطيسي في الموصلات الفائقة، وهذا معروف باسم المتانة المغناطيسية للمحامل. يمكن أن يحدث اهتزاز للمحور الدوراني بسبب انخفاض المتانة الصلابة والتخميد، والتي تورث مشاكل في مغانط الموصلات الفائقة، مما يمنع استخدام المحامل المغناطيسية فائقة التوصيل لتطبيقات حذافة الموازنة.
نظرًا لأن تثبيت التدفق المغناطيسي يعد عاملًا هامًا في توفير الاتزان وقوة الرفع؛ يمكن تصنيع الموصلات الفائقة في درجات الحرارة العالية بسهولة أكبر في أنظمة (إف إيه إس) مقارنة بالاستخدامات الأخرى. التحدي المستمر الذي يجب التغلب عليه قبل أن تتمكن الموصلات الفائقة من توفير قوة الرفع الكاملة لنظام (إف إيه إس) هو إيجاد طريقة لإيقاف الانخفاض المستمر بقوة الطفو الكهرومغناطيسية وسقوط العضو الدوار التدريجي أثناء التشغيل الناجم عن تسرب التدفق للمواد فائقة التوصيل.